# Uddjaure
Uddjaure er en svensk sø i Lappland (Norrbottens län), som afvandes gennem Skellefteälven.  Søen har er areal på 190–250 km².
65°58′N 17°50′Ø / 65.967°N 17.833°Ø